# حاشیه دنیا
حاشیه دنیا (انگلیسی: Rim of the World) یک فیلم در ژانر علمی تخیلی به کارگردانی جوزف مک‌گینتی نیکول است که در سال ۲۰۱۹ منتشر شد.